# Jan Buchal
Jan Buchal (30. května 1913 v Litavě u Tišnova – 27. června 1950 v Praze ve věznici Pankrác) byl štábní strážmistr SNB ve výslužbě, představitel protikomunistického odboje a oběť justiční vraždy. V politickém procesu s Miladou Horákovou a spol. byl odsouzen k trestu smrti a popraven ve věznici Pankrác.

## Život
Jan Buchal se vyučil automechanikem. V roce 1938 nastoupil jako řidič k četnictvu, kde sloužil až do roku 1947, kdy byl ze zdravotních důvodů a po nátlaku místních komunistů nucen odejít. Od roku 1946 byl členem Československé strany národně socialistické.

Po únoru 1948 se aktivně zapojil do protikomunistického odboje na Ostravsku, konkrétně do odbojové skupiny Viléma Václíka, která však již byla infiltrována StB. Roku 1949 byl zatčen a posléze „přičleněn“ do procesu s Miladou Horákovou jako důkaz, že skupina připravovala ozbrojené akce na Ostravsku. Jan Buchal byl v politickém monstrprocesu odsouzen k trestu smrti. Dne 8. června 1950 rozsudek potvrdil Nejvyšší soud. Žádost o milost byla zamítnuta. 27. června byl Jan Buchal v Praze ve věznici Pankrác popraven.

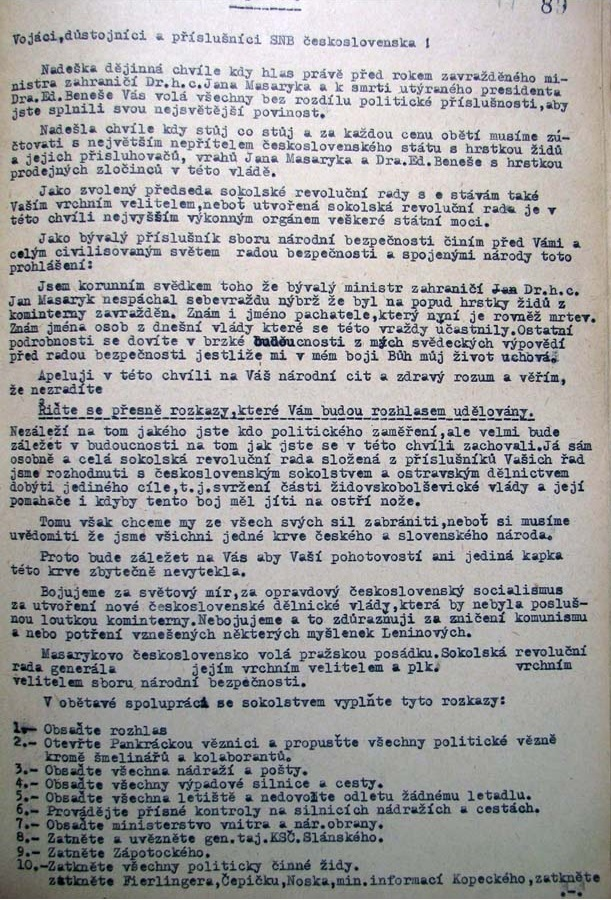
Provolání Jana Buchala k vojákům, důstojníkům a příslušníkům SNB (strana 1 z 2)
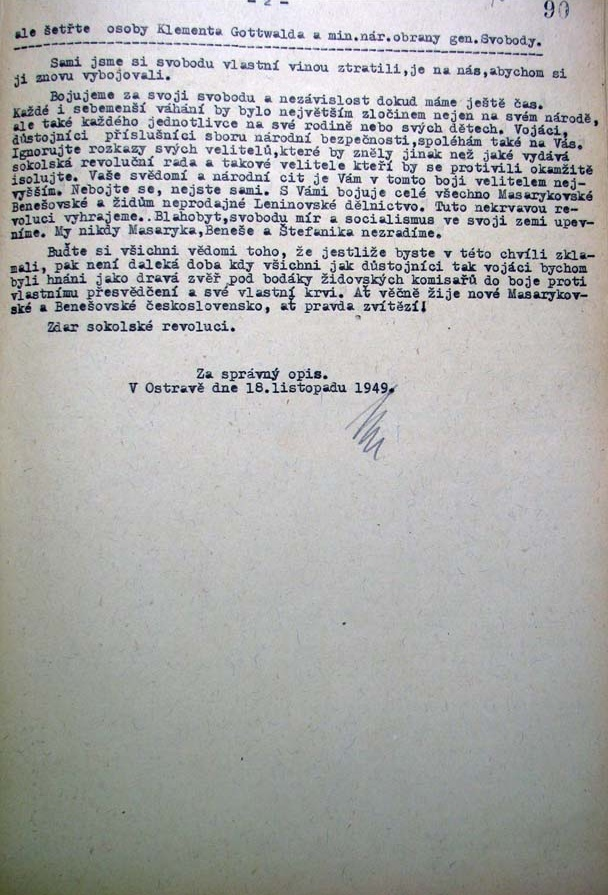
Provolání Jana Buchala k vojákům, důstojníkům a příslušníkům SNB (strana 2 z 2)
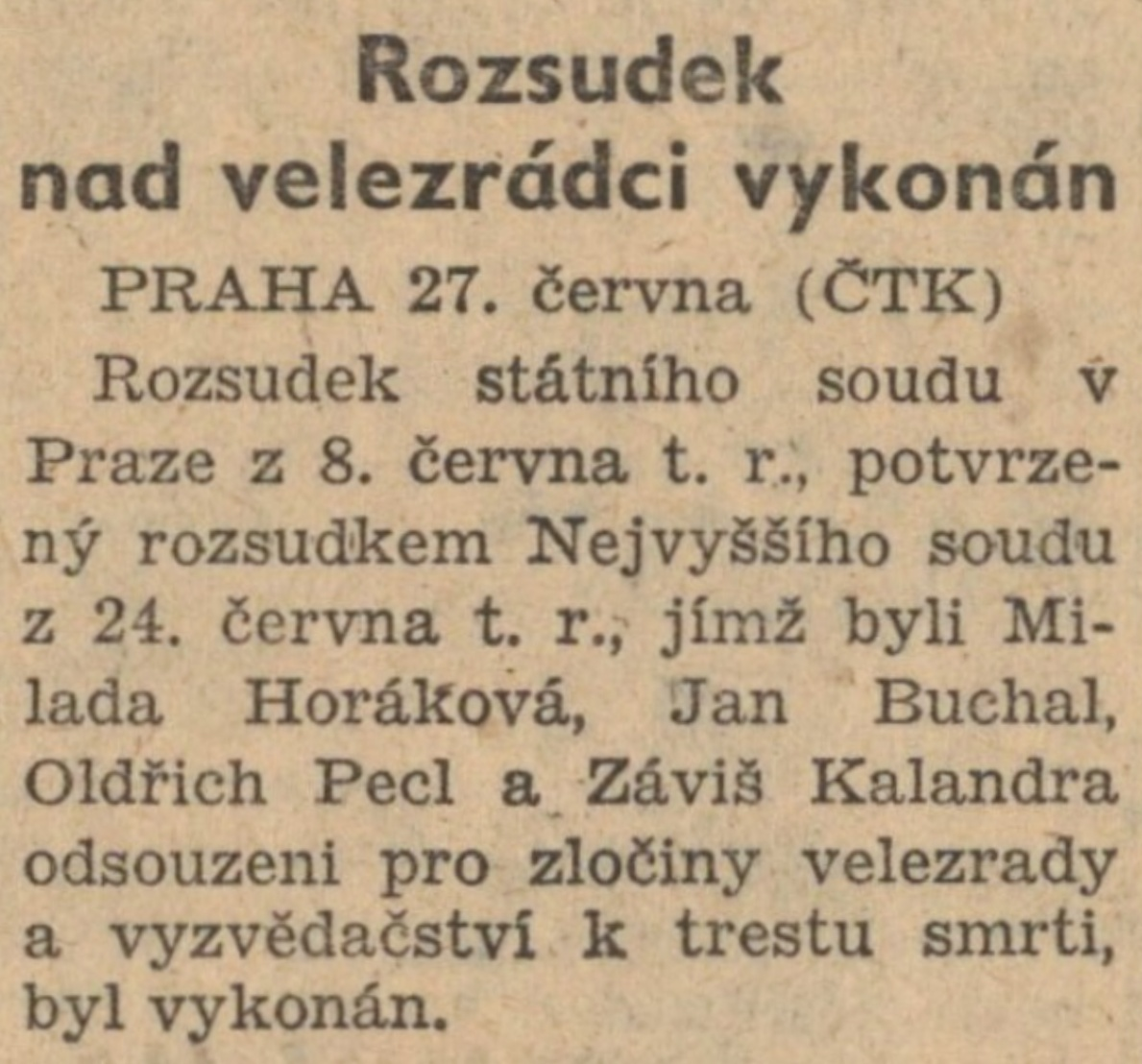
Oznámení v Rudém právu ze dne 28. června 1950 o vykonání rozsudku

Tělo Jana Buchala bylo po popravě předáno k pitvě do Ústavu soudního lékařství. Následně byly Buchalovy ostatky zpopelněny ve Strašnickém krematoriu, kde také zůstala uskladněna jeho urna. Dne 6. října 1953 byla urna přesunuta z krematoria do skladu v pankrácké věznici. Dne 5. května 1965 byla urna pohřbena do hromadného hrobu na motolském hřbitově. Na Čestném pohřebišti v Ďáblickém hřbitově se nachází symbolický Buchalův hrob. Tamní symbolické náhrobky odkazují na zemřelé politické vězně bez ohledu na jejich skutečné místo pohřbení.

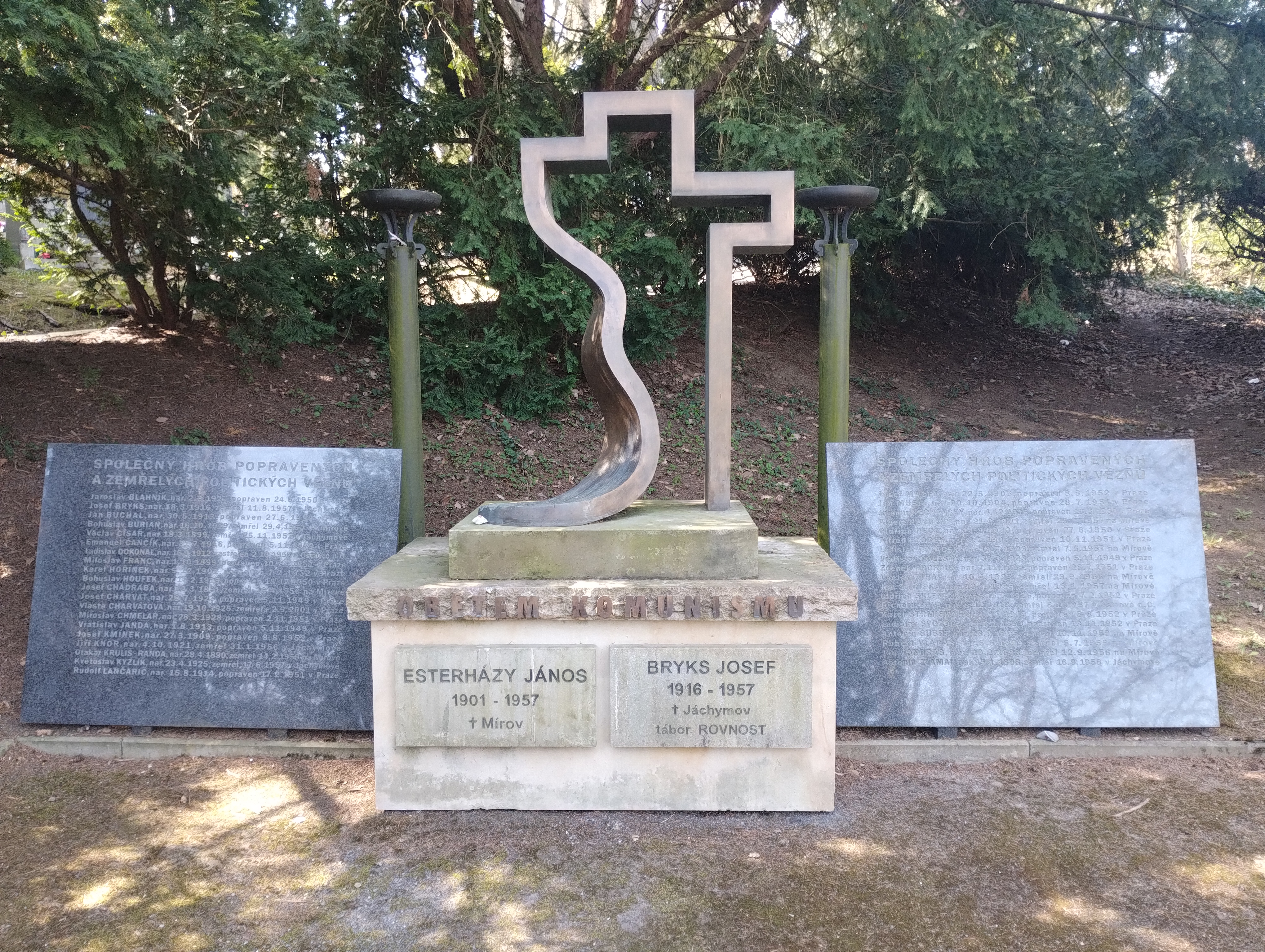
Památník na Čestném pohřebišti politických vězňů, Motolský hřbitov
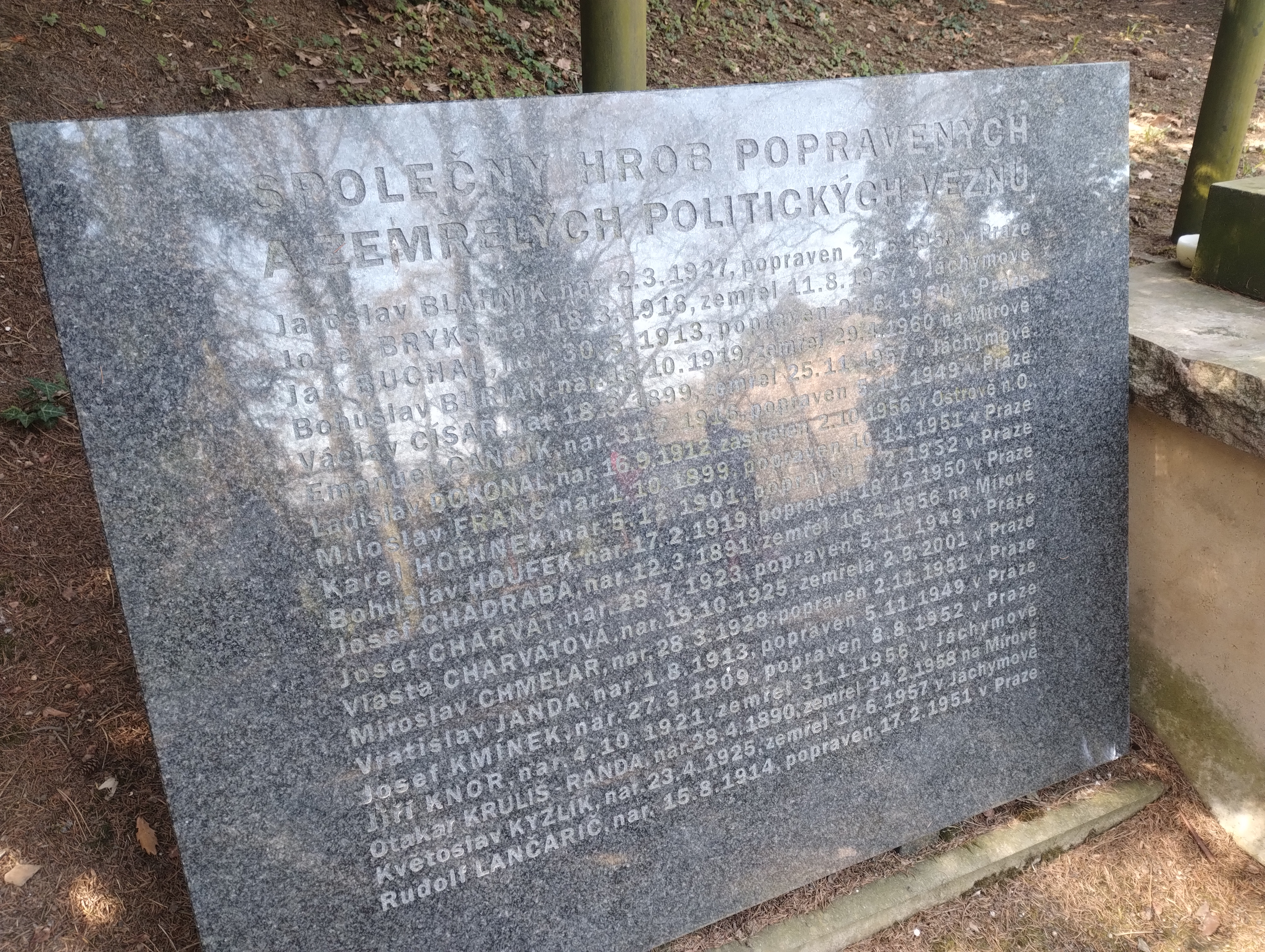
Památník na Čestném pohřebišti politických vězňů, deska vlevo se jménem J. Buchala, Motolský hřbitov
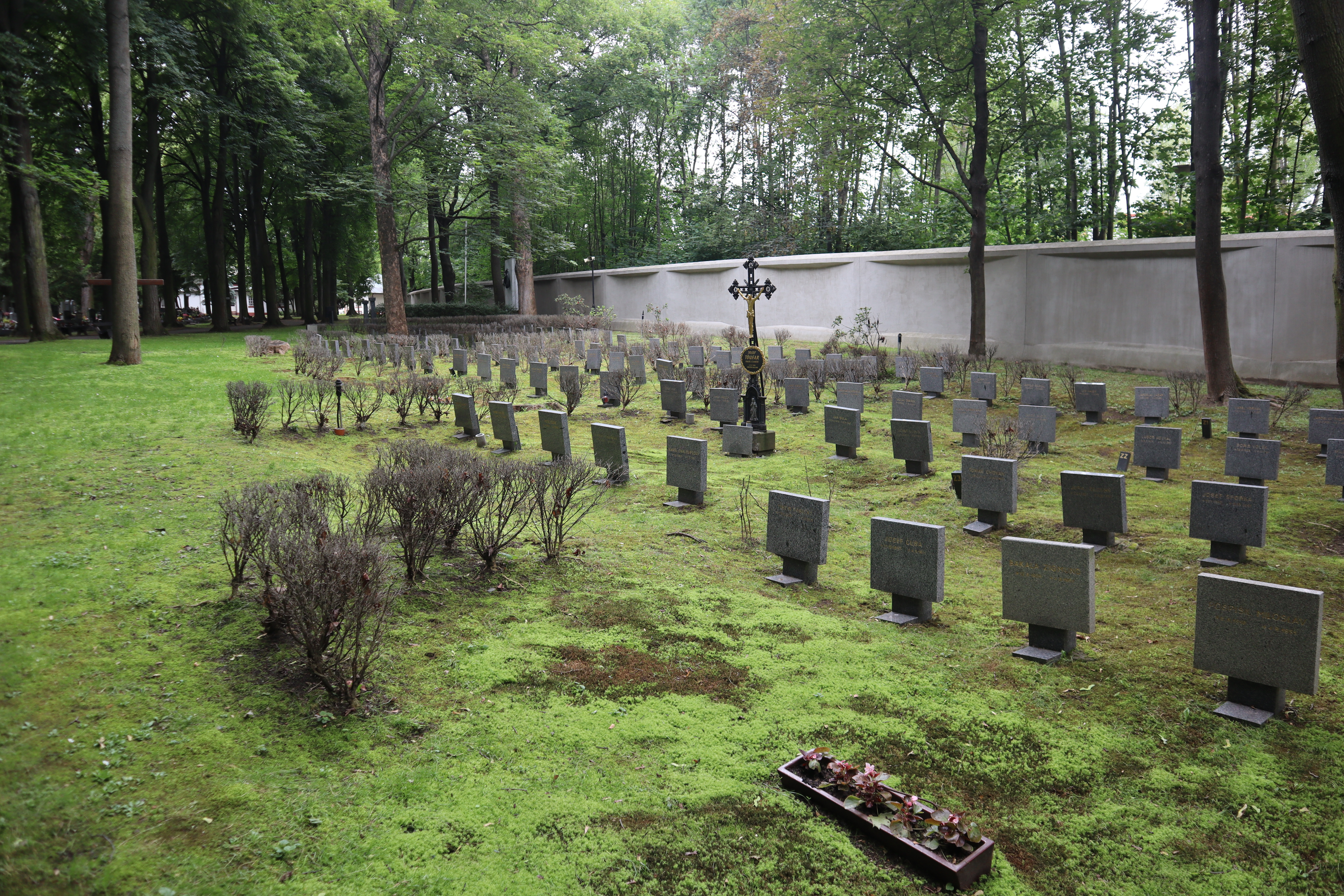
Čestné pohřebiště popravených a umučených z 50. let (III. odboj) na Ďáblickém hřbitově
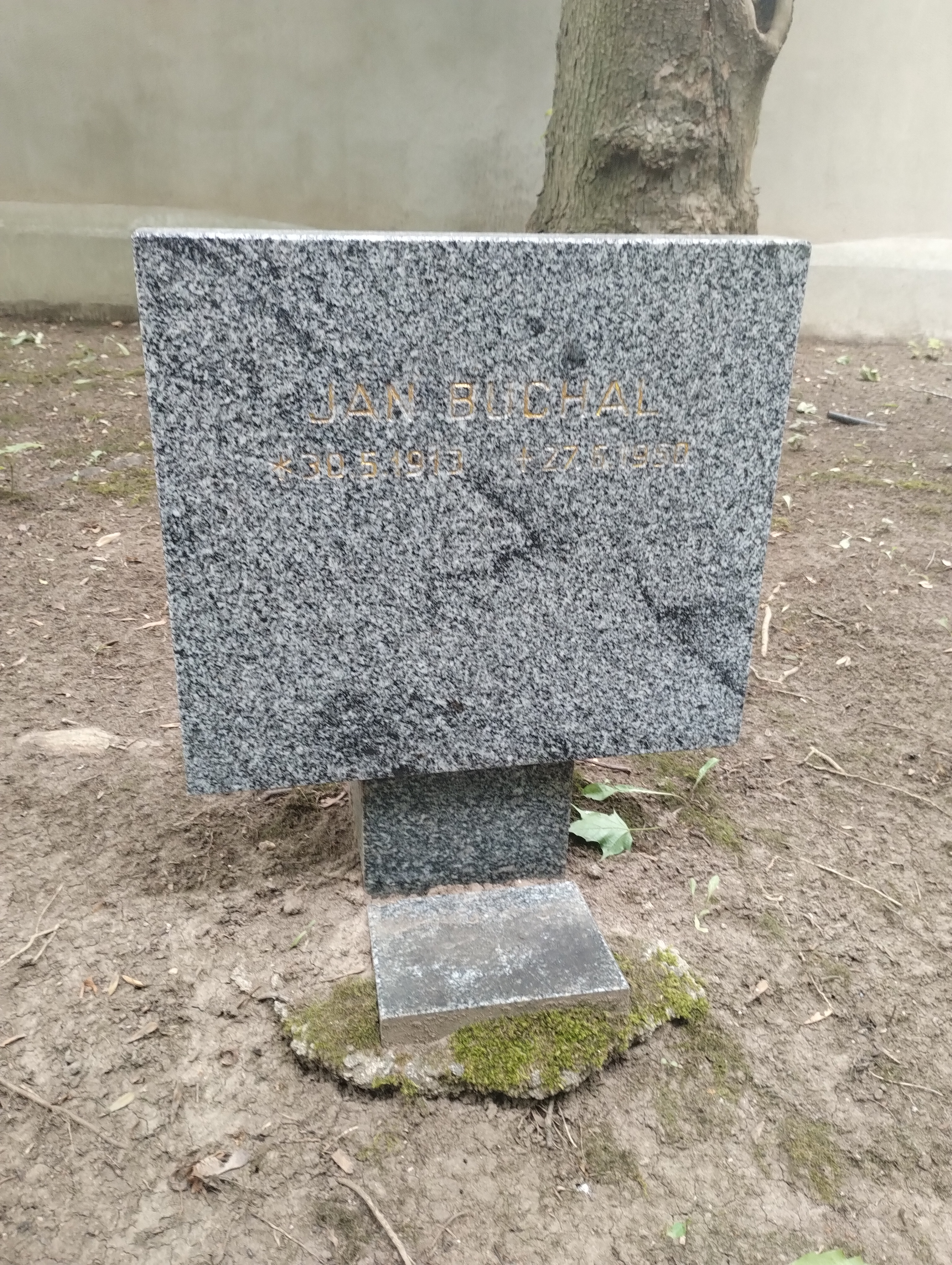
Symbolický hrob Jana Buchala na Čestném pohřebišti na Ďáblickém hřbitově v Praze

Rehabilitován byl až po roce 1989. V roce 1993 bylo Janu Buchalovi za jeho účast v protikomunistickém odboji uděleno in memoriam čestné občanství města Ostravy.

## Poslední slova
Ať žije svobodné Masarykovo a Benešovo Československo.

## Připomínka
- Jeho jméno je uvedeno na Pomníku Miladě Horákové a Obětem komunismu v Praze 4 - Nuslích na Náměstí Hrdinů, u stanice metra Pražského povstání, před Vrchním soudem v Praze a Vrchním státním zastupitelstvím v Praze.[6]

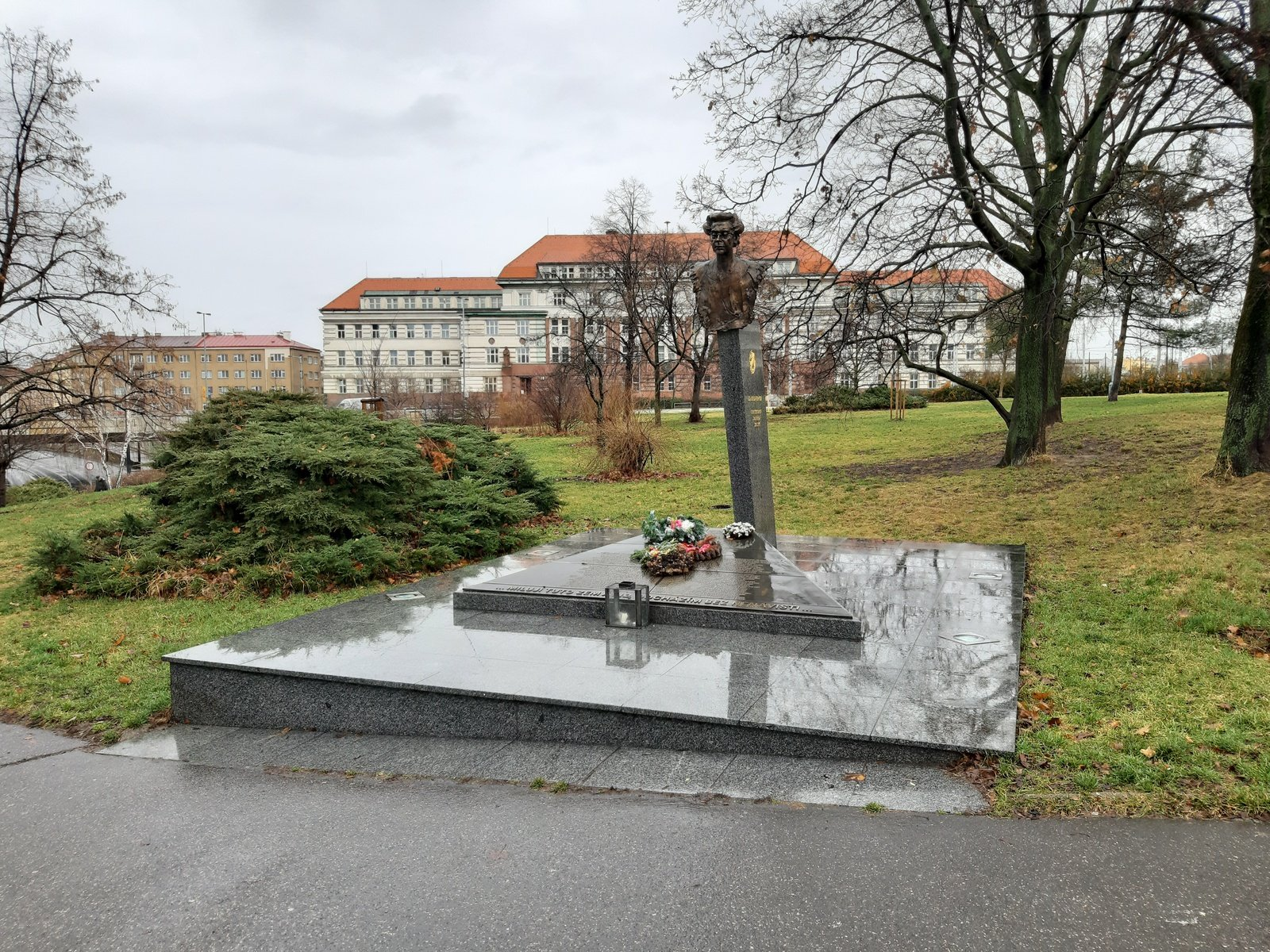
Pomník na náměstí Hrdinů v Praze 4 - Nuslích
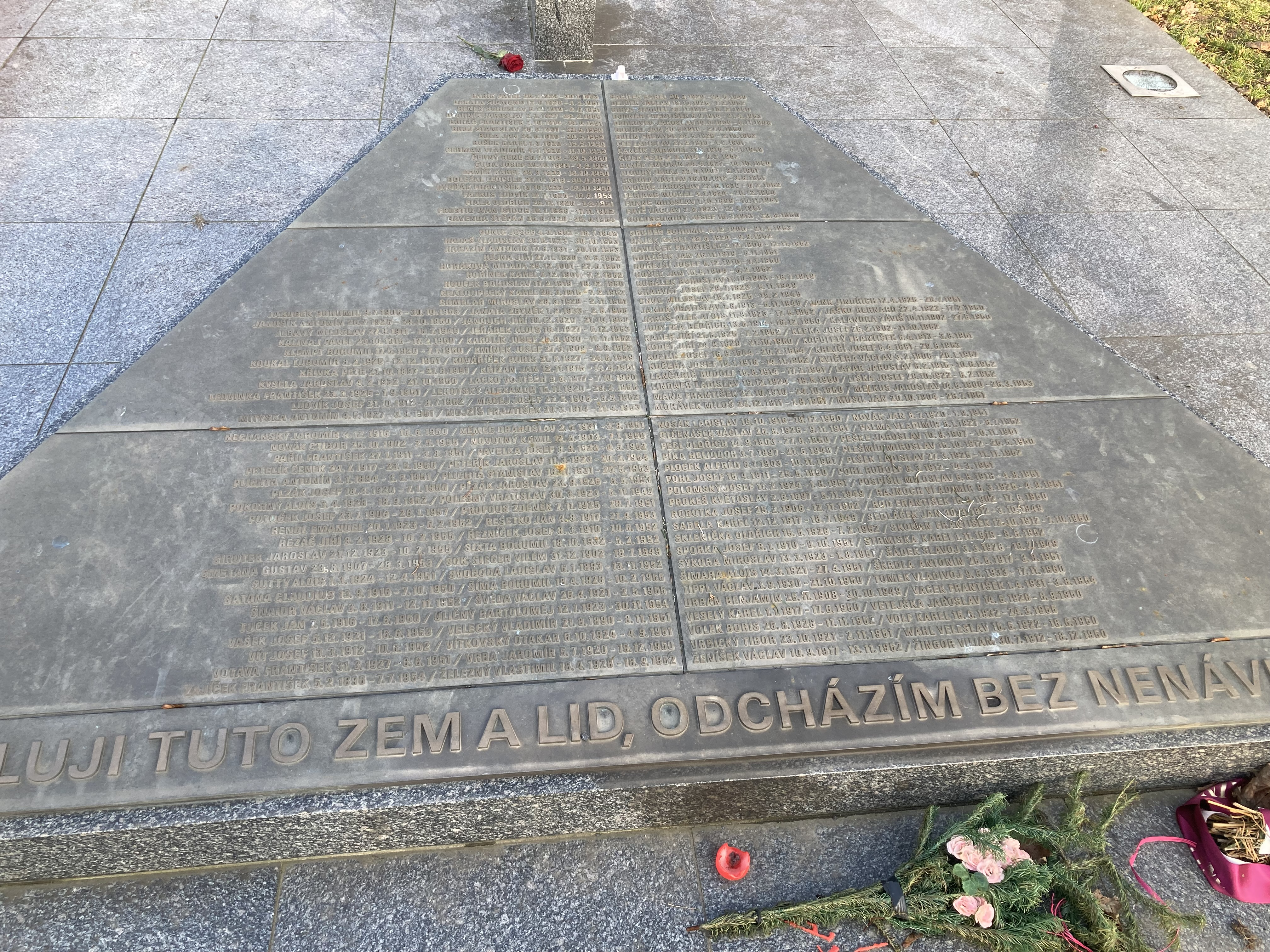
Seznam obětí komunismu se jménem J. Buchala na pomníku na náměstí Hrdinů v Praze 4 - Nuslích